# George Sand
Amantine Lucile Aurore Dupin, mer känd under pseudonymen George Sand (uttal: [sɑ̃:d]), född 1 juli 1804 i Paris, död 8 juni 1876 i Nohant-Vic, var en fransk författare. Hon är bland annat känd för att starkt ha gått emot 1800-talets kvinnosyn.

## Biografi
Sands far, Maurice Dupin (1778–1808), var aristokrat och sondotterson till August den starke och Aurora Königsmarck. Hennes mor, Sophie Victoire Antoinette Delaborde (död 1837), hade fått en borgerlig uppfostran. Sand växte huvudsakligen upp med sin farmor på hennes gods Nohant i Berry.
1822 gifte hon sig med baron Casimir Dudevant. De fick två barn: Maurice (född 1823) och Solange (född 1828). 1831 skrev hon sin första roman, Rose et Blanche, tillsammans med Jules Sandeau. 1832 publicerade hon Indiana och 1833 Lélia. 1835 tog hon steget ut från hemmet och lämnade maken för att satsa på sitt författarskap. Hon tog barnen med sig ur äktenskapet och begav sig till Paris.
Sand var en stark kvinna som stundtals bar manskläder. Hon hade flera förhållanden med bland andra Frédéric Chopin, Alfred de Musset och Franz Liszt, om vilket hon skrivit i sina memoarer, Histoire de ma vie, i tjugo band (1854–1855). Förhållandet med Chopin var det mest långvariga, men hon lämnade honom strax innan han avled i tuberkulos 1849. Sin och Chopins vistelse på Mallorca 1838 har hon skildrat i boken En vinter på Mallorca.
Själv dog hon i en ålder av 72 år på godset hon ärvt av sin mormor. Som författare hörde hon då till de mest ryktbara, och hon var en förebild för kvinnor inom konsten och politiken.

## Författarskap och eftermäle
George Sands tidiga författarskap är mycket radikalt och feministiskt, socialistiskt, och förespråkar sexuell frigjordhet för kvinnor, där känslan och erotiken ska styra och legitimera handlingen och samhällsordningen. Med tiden skulle hon mer koncentrera sig på större samhälleliga problem och framställa utopier. 
Författarskapet är mycket omfångsrikt och inbegriper förutom en självbiografi och idéromaner även populärromaner, lantlivsskildringar och kritiska essäer. Hon utövade ett stort inflytande på George Eliot, såväl beträffande hennes författarskap som levnad, och hon sägs ha verkat i Madame de Staëls efterföljd.
Asteroiden 10733 Georgesand är uppkallad efter henne.

## Svenska översättningar
- Mattea (anonym översättning, Hjerta, 1836)
- Handsekreteraren (originaltitel: Le Secrétaire intime) (översättning Anders Fredrik Dalin, Hjerta, 1837)
- Rosa och Blenda (Rose et Blanche) (anonym översättning, Thomson, 1839)
- Léone Leoni (Léone Leoni) (anonym översättning, Carlskrona, 1839). Ny översättning av A. L-n (dvs. Anna Levertin), Wahlström & Widstrand, 1901
- Valentine (Valentine) (anonym översättning, Hierta, 1840)
- Pauline (översättning Fredrik Niklas Berg, Hierta, 1841)
- Grefvinnan af Rudolstadt (anonym översättning, 1849)
- Teverino (Teverino) (anonym översättning, Linköping, 1850). Ny översättning av Hilda Sachs, Ljus, 1907
- Victorines bröllop: skådespel i tre akter (1852)
- Syrsan (Bonnier, 1859). Ny översättning av Ernst Lundquist, Fahlcrantz, 1890
- Trollbägaren: féesaga (1866)
- Laura, eller resan genom kristallen (översättning Carl Johan Backman, Hæggström, 1867)
- Césarine Dietrich: roman (Hæggström, 1871)
- Syster Johanna (A. Randel, 1875)
- Percemonts torn (översättning M. A. Goldschmidt, Beijer, 1877)
- Hittebarnet (översättning H. G., Beijer, 1879)
- Djefvuls-kärret : byhistoria (La Mare au diable) (översättning Ernst Lundquist, Fahlcrantz, 1888)
- Snögubben: svensk natur- och sedemålning från förra århundradet (översättning L. B-r, Lundholm, 1889)
- Barnhusbarnet (François le Champi) (översättning Ernst Lundquist, Fahlcrantz, 1889)
- Lucrezia Floriani (Lucrezia Floriani) (översättning Hilda Sachs, Ljus, 1905)
- Lélia (Lélia) (översättning Hilda Sachs, Ljus, 1909)
- De gröna damerna (översättning Elsa Dalström, B. Wahlström, 1913)
- Markisinnan (översättning Carola Sahl von Koch, Svenska andelsförlaget, 1919)
- Consuelo, en konstnärinnas historia (Consuelo) (översättning Mila Hallman, Fröléen, 1920)
- Lilla Fadette (La Petite Fadette) (Niloé, 1958)
- En vinter på Mallorca (Un hiver à Majorque) (översättning och inledning av Kitty Knös, Forum, 1976)
- Familjen Mauprat (Mauprat) (översättning Gun R. Bengtsson, Studentlitteratur, 1993)

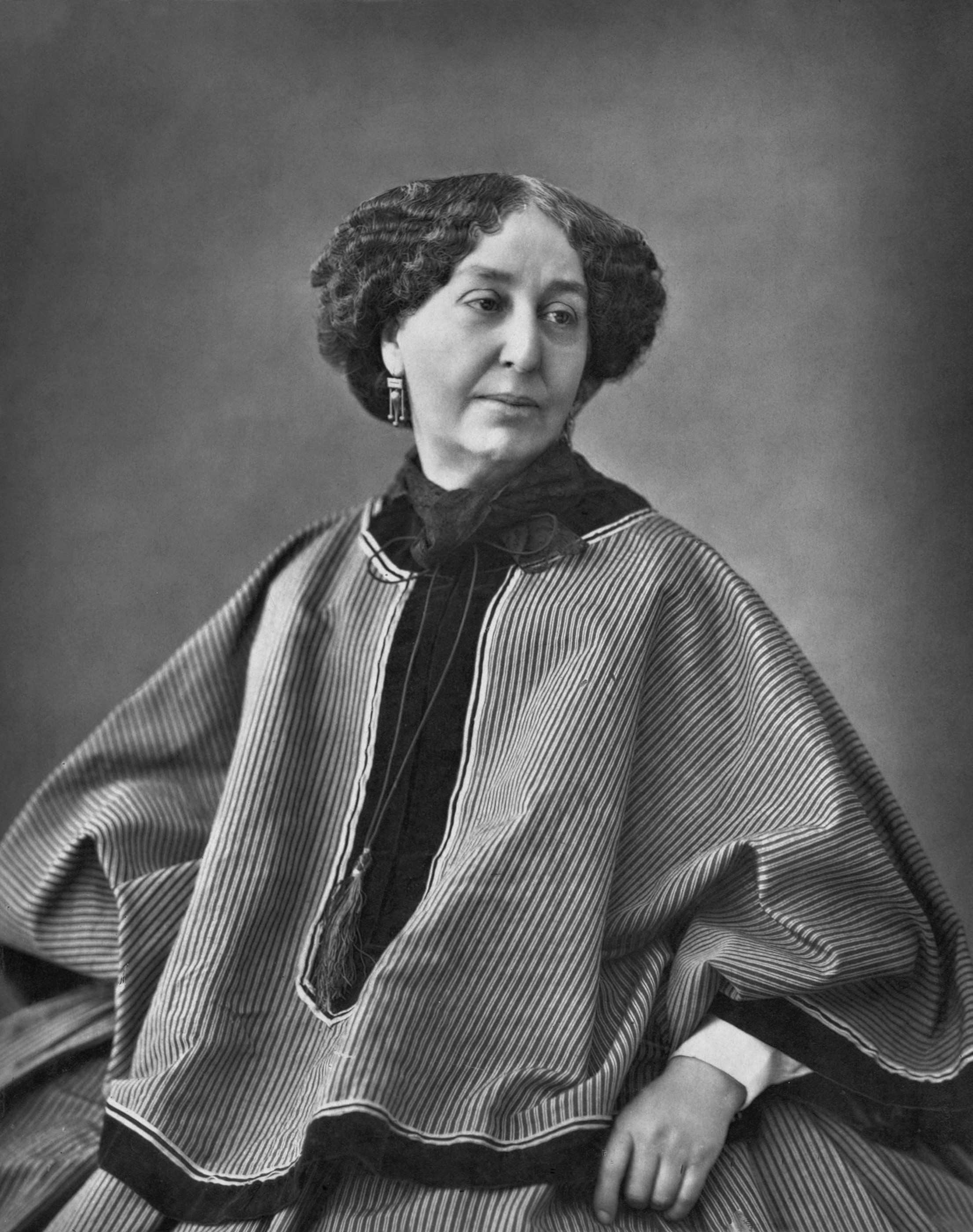
George Sand 1864, fotografi av Felix Nadar.
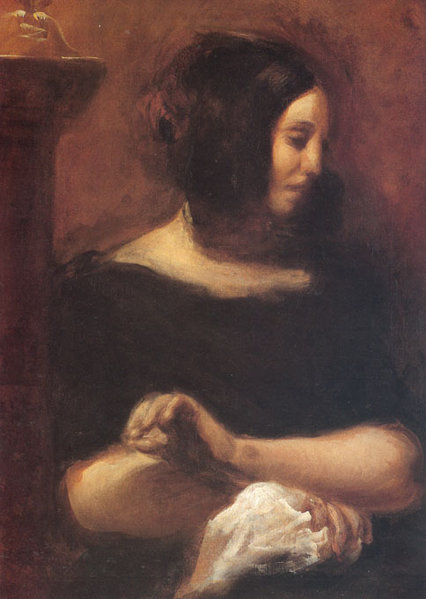
George Sand, porträtterad av Eugène Delacroix 1838.